# Acció Integralista Brasilera
L'Ação Integralista Brasileira (Acció Integralista Brasilera, AIB) va ser un moviment polític brasiler ultranacionalista, corporativista, conservador i tradicionalista catòlic d'extrema dreta.
Inspirat en el feixisme italià, l'integralisme lusità i basat en la Doctrina Social de l'Església Catòlica, va ser fundat el 7 d'octubre de 1932 per l'escriptor i periodista brasiler Plínio Salgado.
Els integralistes també eren coneguts com a «camisas-verdes» (camises verdes) o, de manera pejorativa, com a «galinhas-verdes» (gallines verdes) pels seus oponents, en referència al color dels uniformes que portaven.
Salgado va desenvolupar el que seria l'AIB, amb la Sociedade de Estudos Paulista (Societat d'Estudis Paulista, SEP), un grup d'estudi sobre els problemes generals de la nació. Els estudis del SEP donarien com a resultat la creació de l'AIB l'any 1932. El moviment integralista va adoptar algunes característiques dels moviments de masses europeus de l'època, concretament el feixisme italià, però allunyant-se del nazisme alemany perquè el mateix Salgado no donava suport al racisme. Tanmateix, malgrat la consigna «unió de totes les races i tots els pobles», alguns dels seus membres, com Gustavo Barroso, tenien opinions antisemites.
Com a símbol, l'AIB va utilitzar una bandera amb un disc blanc sobre fons blau, amb una sigma majúscula (Σ) al centre. L'AIB, com tots els altres partits polítics, es va extingir després de l'establiment de l'Estado Novo, efectiu el 10 de novembre de 1937 pel llavors president Getúlio Vargas.
A partir d'aleshores, l'AIB es va consolidar com una extensió del moviment constitucionalista. Tan bon punt el partit va iniciar les seves activitats, influenciat pel feixisme italià, van començar a produir-se conflictes amb grups rivals, com l'Aliança Nacional Libertadora (Aliança d'Alliberament Nacional, ANL), semblants als conflictes entre partits feixistes i socialistes a diversos països de l'època.

## Història
Els principals idealitzadors que van donar cos al moviment integralista brasiler van ser Plínio Salgado, Gustavo Barroso i Miguel Reale. Plínio Salgado va sistematitzar la teoria de l'Estat Integral, i va crear els uniformes, símbols, costums, hàbits i rituals dels participants del moviment integralista, i va crear l'Acció Integralista Brasilera el 7 d'octubre de 1932, amb el llançament del Manifest d'octubre de 1932.
En vigílies de les eleccions presidencials de 1937, on Plínio Salgado era el candidat favorit, l'AIB va llançar el Manifest Programa de 1937, que va ser un dels principals documents del moviment, va influir en els assoliments de l'Estat Novo, i una gran generació de polítics com Juscelino Kubitschek, qui agraeix a Plínio Salgado la inspiració proporcionada pel llibre 13 Anos em Brasília (13 anys a Brasília), que el va portar a construir la nova capital brasilera, així com una sèrie de programes com Casa-Própria (Casa pròpia) i Alfabetização de Adultos (Alfabetització d'adults). L'integralisme va ser un moviment molt important en la conjuntura no només de la dècada del 1930, sinó que va influir en molts polítics i intel·lectuals que van actuar després d'aquell període.
Amb l'aparició del document anomenat Plano Cohen (Pla Cohen), el cop d'estat de Vargas va ser possible, donant lloc a l'Estat Novo. Part de la màxima direcció integralista coneixia les articulacions de Getúlio per fer el cop d'estat, i Plínio Salgado va negociar el futur càrrec de ministre d'Educació, intentant així garantir la presència dels integralistes al nou govern. Tanmateix, Vargas va sorprendre els integralistes, prohibint l'existència de qualsevol associació política a partir del novembre de 1937.

### Levante integralista
Arran de la dissolució de l'AIB, després de la instauració de l'Estat Novo, alguns integralistes es van aixecar en un intent de contrarestar la dictadura de Vargas el 1938. L'11 de maig de 1938, Severo Fournier, al capdavant dels integralistes, va atacar el Palau de Guanabara. Hi havia 80 militants integralistes en total, entre ells un membre de la família imperial brasilera. Com a resposta, molts van ser afusellats, altres ferits. Uns 1500 integralistes van ser detinguts i deixats sota la responsabilitat de Filinto Müller per interrogar-los. Al final, Plínio Salgado es va exiliar a Portugal. L'esdeveniment va passar a ser conegut com el Levante integralista.

## Afiliats

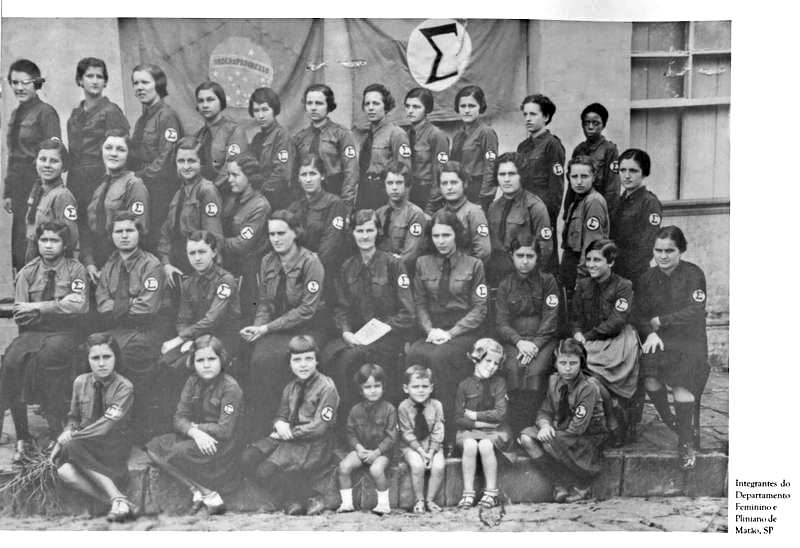
Secció femenina i de joventut, dècada del 1930

L'any 1936, el total dels seus membres es calculava entre 600 mil i un milió. Segons el diari Monitor Integralista (de tirada nacional, en l'edició del 7 d'octubre de 1937), així com A Offensiva (òrgan principal del partit) aquell any el nombre de socis de l'AIB superava el milió. El diari també va registrar l'existència de més de 100 diaris i revistes. Hi ha referències a almenys quatre revistes: A Flâmula, Anauê, Panorama i A Marcha. Segons un informe intern de l'AIB, el partit tenia 1.128.850 afiliats a les 22 províncies (com es deien llavors els Estats). A la «Província del Mar», és a dir, tripulació de vaixells, 2850.
Només a la regió propera, a la ciutat de Matão (a São Paulo), es van produir els següents diaris: A Gazeta de Jaboticabal, O Nacionalista (Araraquara) i Folha Integralista (Taquaritinga). Es van publicar 75 llibres, destinats a la propaganda integralista, sobre filosofia, sociologia, dret, economia, història, política i altres branques de l'activitat cultural.
Entre Plinians i Plinianes n'hi havia 155.000 fills integralistes.
En centres urbans d'altres països (Montevideo, Buenos Aires, Filadèlfia, Ginebra, Zúric, Porto, Berlín, Varsòvia i Roma, a més de centres en formació a Nova Orleans, Washington, París, Tòquio, Santiago de Xile, Las Palmas i Lisboa) hi havia 6.300 inscrits dins dels 59 mil socis anomenats «registres especials».
D'aquests anteriors, l'AIB va reindivicar un total de 1.352.000 membres distribuïts en 3.600 nuclis del Brasil i de l'estranger. Encara hi havia milions de simpatitzants i milers de sol·licituds d'adhesió quan l'AIB va ser il·legalitzada el 1938.

### Període del 1945 al 1966
Els integralistes i les restes de l'AIB es van reorganitzar en el Partido de Representação Popular (Partit de Representació Popular, PRP), presidit per Plínio Salgado, i van participar en totes les eleccions de l'època, des de les Corts Constituents de 1945, fins a l'edició de l'AI-2, l'any 1966; el PRP va tenir la seva màxima representació als estats de Rio Grande do Sul, Santa Catarina, Paraná, São Paulo i Rio de Janeiro. Plínio va ser candidat a la presidència de la República l'any 1955, al cap i a la fi, aconseguint un 7% dels vots. Amb la fi del PRP, la majoria dels seus membres es van incorporar a l'ARENA, inclòs Plínio, que era diputat d'aquest partit, a l'Estat de São Paulo.
Els antics dirigents integralistes estaven a favor del cop d'estat de 1964, i l'antic integralista Olímpio Mourão Filho va ser el seu detonant. Paral·lelament, entre els moviments de militars de baix rang, que donaven suport al president deposat, hi havia una facció integralista. Com els de les altres tendències, molts dels seus membres van ser destituïts després del cop d'estat.

## Símbols, indumentària, rituals i iconografia

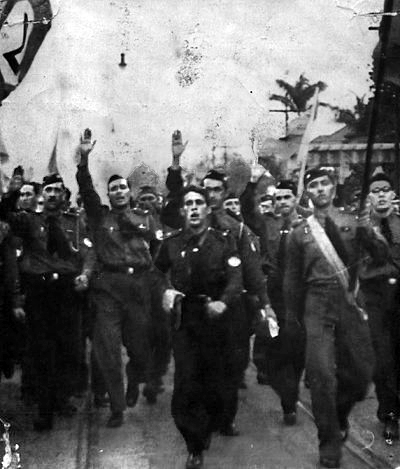
La salutació anauê, adoptada pels integralistes brasilers, és probablement d'origen tupí, que significa ets el meu germà

L'actitud dels integralistes brasilers en públic va estar marcada per la simbologia i la iconografia adoptada. Els integralistes es van presentar, oficialment, uniformats. Les camises i els barrets eren de tons verd marí, les corbates negres i els pantalons negres o blancs.
Els integralistes se saludaven fent servir la paraula que se suposa que prové d'una salutació en tupí, Anauê, que voldria dir «ets el meu germà», amb el braç i la mà estesa, igual que els grups feixistes europeus com els camises negres italians i els camises marrons nazis. Actualment, aquesta salutació encara la duen a terme els integralistes, i el seu significat es cristal·litza en allò que li atribuïen els camises verdes.
La bandera del moviment està formada per un fons blau amb un cercle blanc al centre, i al mig del cercle, la lletra grega majúscula sigma (Σ), que significa la «suma de valors». Cada subdivisió del moviment tenia símbols propis, com els plinians (grups de joves), la bandera dels quals era semblant a l'oficial, però amb una creu del sud darrere del sigma.
Quan hi havia una desfilada militar, els participants del moviment marxaven com soldats. En les seves reunions i concentracions, els integralistes rebien formació i instrucció d'un ordre unitari, a més de realitzar (amb algunes alteracions) molts dels rituals i simbologies de les Forces Armades.

## Ideologia
L'integralisme brasiler defensa ideològicament la propietat privada, el rescat de la cultura nacional, el moralisme, els valors del nacionalisme, els valors morals del cristianisme, el principi d'autoritat (i per tant l'estructura jeràrquica de la societat), la lluita contra el comunisme i el liberalisme econòmic.

### Comunisme i liberalisme económic

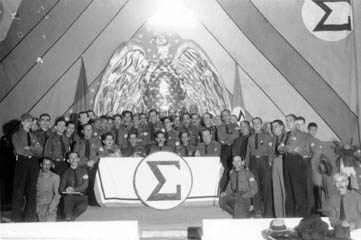
Sessió de cloenda del Congrés Integralista. Plínio Salgado és al centre (assegut). Blumenau, 1935

La ideologia integralista combat tant el comunisme com el liberalisme econòmic. Argumenta que aquestes dues posicions ideològiques són semblants per la seva unitat d'arrels teòriques, unitat de valors i unitat de finalitats, configurant-se en dues doctrines igualment materialistes.
Per a la ideologia integralista, el materialisme històric, és a dir, considerar l'ésser humà exclusivament sota els seus aspectes econòmics i materials, és la base del que s'anomena «civilització burgesa» i és la gran influència per a la formació tant del liberalisme econòmic com del comunisme. Per a Plínio Salgado, l'anomenada burgesia no és una classe social o econòmica, sinó un estat d'ànim («Ho hem dit moltes vegades i no ens cansarem de repetir-ho: la burgesia no és una classe, és un estat d'ànim»).
Aquesta unitat de fonts teòriques dona com a resultat una unitat de valors. Miguel Reale va escriure:
| « | Des que el marxisme es va convertir en la crítica de la societat capitalista i (…) en un mètode convenient per estudiar la societat burgesa, moltes idees auxiliars s'han unit a la tesi fonamental de la limitació de la propietat individual o la seva supressió. Avui ja no és possible separar-los. L'ateisme, l'abolició de la família, l'internacionalisme dels pobles, el materialisme en tots els aspectes de la vida, tot està tan entrellaçat amb l'ideal socialista que ens trobem davant d'una gran paradoxa: Cal tenir un esperit estrictament burgès per abraçar el comunisme. | » |

La unitat de finalitats que la ideologia integralista atribueix al comunisme i al liberalisme econòmic és la internacionalització de la humanitat. Sota el domini dels càrtels i les grans corporacions liberals o sota el domini d'una dictadura mundial fruit de la revolució del proletariat, segons els textos integralistes, el final és el mateix: la reducció de tota la humanitat a la condició de proletaris, sota l'administració d'uns pocs buròcrates especialitzats en la planificació de la producció.

### Principals ideòlegs i les seves obres

#### Plínio Salgado
Novel·les i poemes:
- O estrangeiro (1926)
- O esperado (1931)
- O cavaleiro de Itararé (1933)
- A voz do Oeste (1934)
- O Poema da Fortaleza de Santa Cruz (1948)

Pensament polític i filosofia:
- Psicologia da Revolução (1933)
- O que é o Integralismo (1933)
- A Quarta Humanidade (1934)
- A Doutrina do Sigma (1935)
- Conceito Cristão da Democracia (1945
- O Integralismo perante a Nação (1945)
- Primeiro, Cristo! (1946)
- Direitos e Deveres do Homem (1948)
- Espírito da Burguesia (1951)
- O Integralismo na vida brasileira (1958)
- Reconstrução do Homem (1957)

Història: 
- Nosso Brasil (1937)
- Como nasceram as Cidades do Brasil (1946)
- O ritmo da História (1949)
- História do Brasil, vols. 1 i 2 (1969)

#### Gustavo Barroso
Pensament polític:
- O Integralismo em Marcha (1933)
- O Integralismo de Norte a Sul (1934)
- Brasil Colônia de Banqueiros (1934)
- O que o Integralista deve saber (1935)
- Os protocolos dos sábios de Sião (traducció) (1936)
- O Integralismo e o Mundo (1936)
- Judaísmo, maçonaria e comunismo (1937)
- Integralismo e Catolicismo (1937)
- Comunismo, Cristianismo e Corporativismo (1938)

#### Miguel Reale
Pensament polític:
- O Estado Moderno (1934)
- Formação da política burguesa (1934)
- ABC do Integralismo (1935)
- O capitalismo internacional (1935)

## Nazi-feixisme i integralisme

### Relacions amb el feixisme
La relació entre integralisme i feixisme és un dels temes més discutits a l'hora d'estudiar el moviment integralista. Mentre que la majoria dels historiadors situen l'integralisme simplement com una manifestació del pensament feixista, que va tenir un fort atractiu a la dècada del 1930, els integralistes s'oposen a aquesta lectura de la història del moviment.
Miguel Reale, un dels membres més importants del grup, no estava d'acord amb la qualificació d'AIB com a feixista.
El professor de la Facultat de Dret de Largo São Francisco, Goffredo Telles Junior, qui en la seva joventut va participar en l'Acció Integralista Brasilera, va relatar en una entrevista concedida a Eugênio Bucci:
| « | (…) hi ha qui diu, ho sé, que l'integralisme era feixista. Avui sé que l'integralisme no era un moviment unificat. Hi havia una ala feixista dins seu. Però els universitaris mai vam ser conscients d'aquesta ala dissident. Hem defensat l'integralisme per lluitar contra el feixisme (…). | » |

Tanmateix, les referències al feixisme i l'antisemitisme com a moviments «germans» de l'integralisme es poden trobar als articles integralistes. El mateix Gustavo Barroso fa referències a aquesta relació al seu llibre Brasil: Colônia de Banqueiros.
Entre altres característiques que indiquen diversos punts de contacte entre l'integralisme i el nazi-feixisme (estètica, autoritarisme, nacionalisme, mites d'origen, etc.) hi ha el rebuig al sionisme, expressat per Barroso, principal portaveu del moviment integralista.

### Antisemitisme
Tot i que la majoria de membres neguen qualsevol apologia de l'integralisme amb el nazisme, el cas és que hi havia integralistes que defensaven ideals antisemites. Gustavo Barroso va ser sens dubte una de les icones més influents del Moviment Integralista Brasiler. A més d'ocupar una gran quantitat de títols i funcions importants en l'escenari mundial, va ser responsable de moviments antisemites, essent notable la seva contribució a la traducció i la defensa acèrrima del llibre Els protocols dels savis de Sió.
L'antisemitisme va estar present en alguns aspectes del moviment. El nucli municipal d'Olímpia va publicar articles antisemites els anys 1933 a 1937, però la documentació oficial de l'AIB no aborda el tema.

### Nazisme
Segons l'autor Edson Perosa Júnior, la sinergia entre els integralistes i els nazis no és gaire diferent de l'antisemitisme de Barroso, amb paral·lelismes propagandístics.
De la mateixa manera que el nazisme lluïa una bandera amb el símbol de l'esvàstica, els integralistes ho feien amb el símbol sigma, però no l'utilitzaven amb un braçalet sinó amb un teixit rodó que es cosia directament a l'uniforme. Els integralistes del PRP van començar a portar braçalets semblants als nazis a mitjans de la dècada del 1950.
A més, la salutació d'«Anauê» dels integralistes era semblant a la salutació de «Sieg Heil», tot i tenir les seves diferències de forma, (la salutació integralista es feia amb el braç completament vertical i, segons Plínio Salgado en Como nasceu o Integralismo brasileiro, va buscar inspiració en una salutació indígena que havia existit durant molt de temps al Brasil, mentre que la salutació nazi es realitzava amb el braç horitzontal i lleugerament inclinat cap amunt) a més de l'uniforme i les marxes.
Miguel Reale també discrepava, com amb el feixisme, que l'AIB estigués vinculat al nazisme.

### Organització corporativa estatal
Molts historiadors situen la defensa de l'organització corporativa de l'Estat o Estat corporatiu, posició defensada per la ideologia integralista, com una de les característiques que el defineixen com a corrent feixista. La Itàlia feixista dirigida per Benito Mussolini va organitzar el seu estat sobre la base de les corporacions d'activitat professional, l'anomenat «estat corporatiu». L'integralisme defensava l'organització de l'estat a partir dels sindicats de les activitats professionals, per tal de construir també l'estat corporatiu.
Però l'integralisme va interpretar l'organització corporativa de l'estat feixista com a defectuosa, ja que no era democràtica. Miguel Reale va escriure, al seu llibre O Estado Moderno:
| « | La solució feixista (...) reflectia situacions que no són les nostres. La seva estructura corporativa encara conserva els signes de la gran crisi superada en la línia de la dialèctica Hegelian. Al Brasil, podem dur a terme el corporativisme pur més fàcilment (…). | » |

Més tard, després del seu exili a la Itàlia feixista, Miguel Reale arribaria a sentir-se decebut amb l'organització corporativa de l'estat, tal com informa en un article escrit l'any 2004:
| « | Em vaig considerar lliure del compromís integralista quan, a l'exili a Itàlia, vaig conèixer la il·lusòria organització corporativista sota el domini d'un partit únic. | » |

Sérgio de Vasconcellos, antic Secretari Nacional de Doctrina del Frente Integralista Brasileira (Front Integralista Brasiler), fins i tot va publicar el següent paràgraf a la pàgina web oficial del moviment, sota el títol Els corporativismes integralistes i feixistes en l'obra O Estado Moderno: 
| « | Un altre factor que oblitera la correcta comprensió d'O Estado Moderno, és que el seu Autor fa una àmplia i positiva al·lusió a l'Estat feixista, i, evidentment, les intel·ligències simplistes aviat dedueixen: «Miguel Reale elogia el feixisme, per tant, és feixista». «El feixisme és corporativista, l'integralisme també ho és, per tant, l'integralisme és feixista». Dit i fet! Malauradament, aquest raonament obtús és compartit per moltes persones amb un títol acadèmic, la qual cosa demostra que tenir un títol universitari no és suficient per fer algú intel·ligent. | » |

Recorda que hi havia diversos corrents de pensament corporatiu, el feixisme només un d'ells, i que fins i tot els teòrics feixistes no eren unànimes sobre el pensament corporativista. En el mateix article, Sérgio diu:
| « | (...) L'Estat feixista pretén ser un Estat totalitari, en el qual l'individu és només un mitjà a través del qual l'Estat aconsegueix els seus propis fins. És l'Estat absorbent, resumit en la fórmula «Tot dins de l'Estat, res fora de l'Estat, res contra l'Estat». Ara bé, malgrat aquestes i altres opinions crítiques (que, per concisió, no abordem), Miguel Reale, amb les visions àmplies que sempre l'han caracteritzat, assenyala que hi ha veus discrepants dins del feixisme, que no estan d'acord amb el totalitarisme de l'Estat i que indiquen altres direccions per a la revolució feixista, així com elogis al mateix Benito Mussolini. Una actitud tan superior no pot ser acceptada per ments mediocres, que mai poden anar més enllà dels seus propis prejudicis, que només veuen en la seva crítica una dissimulació de la seva veritable posició, la feixista. És trist, però ens veiem obligats a reconèixer que la deformació ideològica de determinats individus els fa incapaços de veure els fets tal com són. Tanmateix, només pel que hem resumit en aquest paràgraf, qualsevol persona intel·ligent ja deduiria que l'Estat Ètic de l'integralisme, l'Estat integral, no és idèntic a l'Estat totalitari del feixisme. Ara, comprovem què diu de l'Estat Corporatiu Integralista: També en l'integralisme, els Sindicats deixen de ser instruments en la lluita de classes, per assumir després funcions polítiques, econòmiques, ètiques i culturals. Dels Sindicats, amb base Municipal, es passa a Federacions, Confederacions, Corporacions fins a arribar a la Cambra Corporativa Nacional. Tanmateix, la Nació no és només vida econòmica, per tant, al costat de la representació econòmica, hi ha d'haver la representació de les categories no-econòmiques. I allà trobem una altra diferència fonamental en relació al feixisme, perquè el corporativisme integralista no és exclusivament econòmic. L'integralisme no pretén abolir la Democràcia, al contrari, pretén establir un veritable règim democràtic. L'Estat Integral és l'Estat Ètic, és a dir, l'Estat que està subordinat a la moral, a diferència de l'Estat hegelià en què la moral està subordinada a l'Estat. La confrontació entre els dos sistemes corporatius, el feixista i l'integralista (segons l'exposició de Miguel Reale, que resumim), demostra que són força diferents i que l'acusació que l'integralisme copia el corporativisme feixista és insostenible, fins i tot falsa, i només pot provenen de mala fe o ignorància. | » |

### Intent de democratitzar l'organització corporativa de l'estat
En la versió integralista del corporativisme, els sindicats o col·legis professionals serien l'eina mitjançant la qual els membres d'una determinada classe professional elegirien els seus representants al parlament:
| « | (…) cada brasiler s'inscriurà a la seva classe. Aquestes classes elegeixen, cadascuna per si mateixa, els seus representants a les Cambres Municipals, als Congressos Provincials i als Congressos Generals. Els elegits als Consells Municipals elegeixen el seu president i alcalde. Els elegits als Congressos Provincials elegeixen el governador de la província. Els elegits als Congressos Nacionals elegeixen el Cap de la Nació, a qui responen els ministres de la seva lliure elecció (...). | » |

### Negres i dones en l'integralisme
L'integralisme brasiler va reunir una gran diversitat de ciutadans brasilers de moltes ètnies diferents.
Al sud del país, per exemple, hi va haver una participació massiva d'immigrants europeus i els seus fills. Els afrodescendents també es van sumar al moviment, i l'exemple que encara es recorda és el de João Cândido, líder de la Revolta de Chibata.
Altres negres famosos que pertanyien a l'AIB són Abdias do Nascimento, Sebastião Rodrigues Alves i Ironides Rodrigues. També podem esmentar els negres que van donar suport al moviment integralista brasiler, com Arlindo Veiga dos Santos. L'AIB va ser el primer moviment polític brasiler a donar veu política a les dones, tot i que es limitaven a l'assistència i a l'educació.
L'integralisme brasiler estava format per diversos corrents de pensament que es van traduir en els seus líders intel·lectuals, amb alguns d'aquests líders amb pensaments extremadament racistes mentre que altres s'oposaven obertament al racisme. Un exemple d'aquesta escissió ideològica dins de l'integralisme va ser el que havia entre Plínio Salgado i Gustavo Barroso, ja que Barroso va ser un dels principals defensors de l'antisemitisme dins del moviment integralista, mentre que Salgado es va oposar a aquestes idees racistes i conspiradores, fins i tot criticant-lo obertament fent servir una famosa frase que diu que, al Brasil, «el problema és ètic, no ètnic». Arran de la baralla, els textos de Barroso, que antigament s'havien publicat àmpliament en publicacions periòdiques integralistes, van ser temporalment suspesos d'aquestes publicacions.

## El seu llegat
Actualment, el Frente Integralista Brasileira (Front Integralista Brasiler, FIB) i el Movimento Integralista e Linearista Brasileiro (Moviment Integralista e Linearista Brasiler, MIL-B) i l'Ação Integralista Revolucionária (Acció Integralista Revolucionària, AIR) afirmen representar l'integralisme al Brasil, segons els seus membres. Defensen «la lluita contra el materialisme provinent tant del capitalisme com del comunisme, a més de la necessitat d'una reforma espiritual de l'home brasiler».
Hi ha alguns fils d'interpretació actuals de l'integralisme, com l'anomenat «linealisme», que pretén adaptar la seva doctrina al segle xxi. Però continuen afirmant que comunisme i capitalisme són dues cares de la mateixa moneda: el gran capital internacional. Segons ells, el capitalisme liberal i el comunisme serien ideologies forjades en la mateixa matriu, és a dir, l'«Imperi sionista», que governa efectivament les nacions d'Occident des de la Revolució Francesa, utilitzant el poder dels diners (la «Internacional daurada»), o les revolucions del proletari (la «Internacional Roja»). En canvi, la doctrina integralista continua basant-se en la tríada «Déu, Pàtria i Família» (Deus, pátria e família).